# Chilmark (Massachusetts)
Chilmark – miasto w Stanach Zjednoczonych, w stanie Massachusetts, w hrabstwie Dukes.